# Donsiella bisetosa
Donsiella bisetosa is een eenoogkreeftjessoort uit de familie van de Pseudotachidiidae. De wetenschappelijke naam van de soort is voor het eerst geldig gepubliceerd in 1988 door Hicks.